# Shusha (rayon)
Shusha  (azeri: Şuşa) é um dos cinquenta e nove rayones do Azerbaijão. A capital é a cidade de Shusha.
Está localizado dentro da República de Artsaque, e está completamente sob o controle da mesma, desde a Guerra de Nagorno-Karabakh.

## Território e população
Este rayon é possuidor uma superfície de 289 quilômetros quadrados, os quais são o lugar de uma população composta por umas 24.165 pessoas. Por onde, a densidade populacional se eleva a cifra dos 83,61 habitantes por cada quilômetro quadrado deste rayon.

## Economia
A região está dominada pela agricultura. Suas atividades são principalmente a criação de animais e cultivo de frutas e hortaliças.